# James MacTear
James MacTear, né le 3 avril 1845 à Glasgow et mort le 3 juin 1903 à Londres, est un chimiste et inventeur britannique. 

## Biographie
Fils du lithographe Andrew MacTear, James MacTear fait des études à Glasgow puis devient le directeur des travaux de chimie de l'usine Tennant-Saint-Rollow à Glasgow. Il y est connu pour avoir inventé des fours tournants mécaniques à sulfate.
Secrétaire de la caisse de Garibaldi à Glasgow (1861), en 1874, il parvient à créer des diamants artificiels. 
Jules Verne le mentionne au chapitre VI de son roman L'Étoile du sud au sujet de la possibilité de fabriquer des diamants artificiels. Il semble avoir emprunté ses sources à la revue La Nature (1873), au Journal de pharmacie et de chimie (1878) ou aux Leçons de chimie élémentaires de Jean Girardin (1880) qui rapportent les expériences de MacTear.

## Publications
- 1879 : On the antiquity of the chemical art
- 1894 : Sur les pertes de nitre dans la fabrication de l'acide sulfurique